# COINage
COINage, un magazine bimensuel américain spécialisé, destiné aux numismates et aux investisseurs en pièces de monnaie. Behn-Miller Publications, Inc — propriété conjointe de Gordon Behn et du directeur de la rédaction de COINage, James L. Miller — publie initialement le magazine sur une base trimestrielle. À cette époque, il est basé à Dallas, au Texas. En 1965, le magazine est passé à un rythme de publication bimensuel, avant de passer à un rythme de publication mensuel de 1966 à 2019.
COINage est une publication spécialisée destinée au marché de la numismatique. Elle est acquise par Entrust Global Group (E.G.G.) en mai 2014. Elle est publiée depuis Ventura, en Californie.

## Histoire
Ce magazine spécialisé américain connaît des changements majeurs dans la fréquence et le format de publication au cours de son existence de plus d'un demi-siècle. Il change de propriétaire en mai 2014 lorsqu'il est racheté par E.G.G. Earlier. Il n'y a pas de rédacteur en chef régulier pour ce magazine dans le cadre d'une politique officielle visant à éviter tout rétrécissement de l'objectif. Des copies numériques sont également disponibles.
En octobre 2019, le magazine passe d'un format de publication mensuel à une publication bimestrielle.

## Distribution
Le principal canal de distribution est le site web officiel. Toutefois, les abonnés s'approvisionnent en anciens et nouveaux numéros sur des sites comme Amazon, magazines.com et magzter.com. Il est également vendu dans la section des périodiques de Barnes & Noble. Il dispose d'une page Facebook pour se connecter aux lecteurs et aux abonnés potentiels.
Le magazine est également distribué dans les librairies spécialisées et les kiosques à journaux. Avec Coins), il est l'un des principaux magazines numismatiques en termes de diffusion, avec 71 460 abonnés en octobre 2009.

## Distinctions
COINage est lauréat dans cinq catégories pour les prix 2016 et dans quatre catégories pour les prix 2017 de la Numismatic Literary Guild.

## Contenu
COINage se concentre principalement sur les pièces de monnaie américaines, bien que des articles sur la monnaie papier et les pièces non américaines aient été publiés. Parmi les sujets abordés dans le magazine, citons :
- L'histoire de la numismatique[10]
- Pièces de monnaie frappées aux États-Unis
- Les lingots et les métaux précieux
- la production future de pièces et de lingots, y compris les pièces commémoratives
- les relâchements et les événements à venir de l'United States Mint.

En plus des articles de fond, chaque numéro contient une variété de rubriques, notamment :
- It's News to Me - Une colonne éditoriale axée sur les événements récents dans le monde de la numismatique.
- Market Report (Rapport sur le marché) - Une rubrique consacrée aux nouveautés et aux sorties à venir de la Monnaie des États-Unis.
- COINage Confidential - Série d'entretiens avec des hommes d'affaires et des personnalités du monde numismatique, notamment des propriétaires de magasins de pièces, des classificateurs, etc.
- Investment Report - La chronique de James Passin sur les lingots.